# Liste der Truppenteile der Feldjägertruppe des Heeres der Bundeswehr

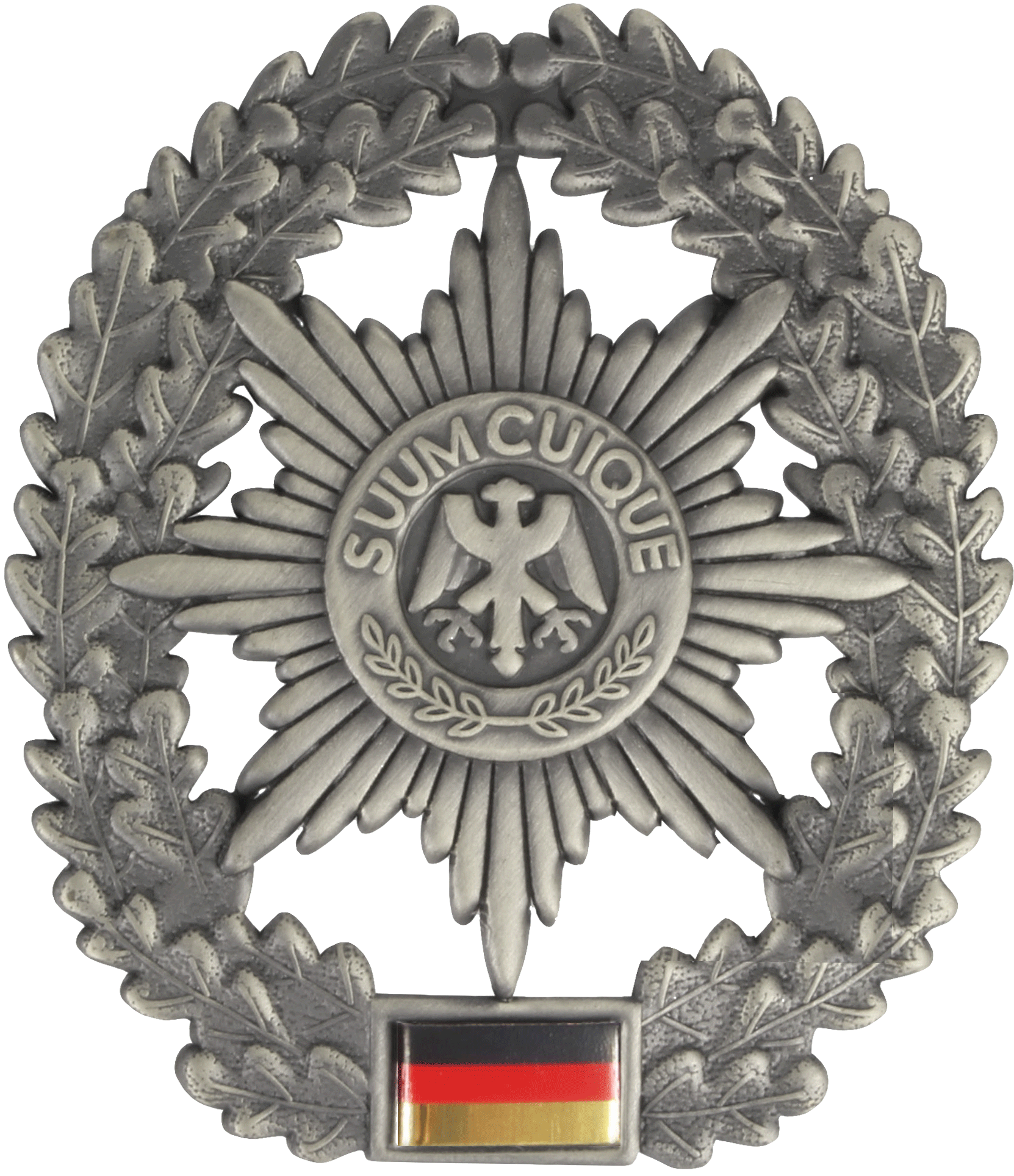
Barettabzeichen der Feldjägertruppe mit Zeichen und Motto der Feldjägertruppe

Die Liste der Truppenteile der Feldjägertruppe des Heeres der Bundeswehr enthält alle aufgelösten Bataillone der Feldjägertruppe des Heeres der Bundeswehr sowie eine Übersicht über ihren Aufstellungszeitpunkt, die Stationierungsorte, die Unterstellung und die Auflösung oder Umbenennung.
Sie umfasst nur die Truppenteile vor 2002, als die Truppe geschlossen vom Heer in die Streitkräftebasis wechselte.

## Nummerierungskonvention
Von der Heeresstruktur II bis zur Heeresstruktur IV (etwa 1990) erfolgte die Nummerierung der Feldjägerbataillone (FjgBtl) Anm. 1 des Heeres anhand einer stringenten Konvention. Anhand der zweiten Ziffer der Bezeichnung war in der Regel die Unterstellung des Bataillons oder der Kompanie unter das jeweilige Wehrbereichskommando zu erkennen. Bataillone mit auf 10 gerundeten Nummern waren aktive Bataillone, alle weiteren setzten sich aus Geräteeinheiten zusammen. Beispielsweise waren die Feldjägerbataillone 750 bzw. 751 als aktives Bataillon bzw. als Geräteeinheiten dem Wehrbereichskommando V unterstellt. Bei Unterstellungswechseln, Umgliederungen etc. wurde die Nummer bis auf Ausnahmefälle in der Regel jeweils konsequent angepasst. In dieser Zeit gilt umgekehrt, dass Verbände gleicher Nummer nicht immer in derselben Traditionslinie gesehen werden können. Nach 1990 und der Eingliederung von Teilen der aufgelösten Nationalen Volksarmee in die Bundeswehr und den erheblichen Umgliederungen in den Jahren nach Ende des Kalten Krieges wurde diese Anpassung oft nicht mehr vorgenommen; die Verbände behielten aus Tradition oft ihre Bezeichnung. Ihre Unterstellung lässt sich damit aus ihrer Nummer meist nicht mehr ableiten. Gewisse Rückschlüsse ergeben sich aber in Bezug auf ihre Herkunft und Traditionslinie. Die nachfolgenden Überlegungen zur Systematik der Bezeichnung sind aber auch für die Zeit vor 1990 stets nur als prinzipielles Konzept zu verstehen. Im Falle von Truppenversuchen, in der Aufstellungs- und Auflösungsphase etc., sind immer wieder Abweichungen von der Regel anzutreffen.

## Einheiten und Verbände
Die Feldjägertruppe des Heeres der Bundeswehr war bis 2013 in Feldjägerbataillone und Feldjägerkompanien gegliedert. Nach dem Wechsel in die Streitkräftebasis im Jahre 2002 wurde diese Struktur beibehalten. Im Zuge weiterer Umstrukturierungen im Jahre 2013, wurde sie sie unter dem Kommando Feldjäger der Bundeswehr in drei Feldjägerregimenter 1, 2 und 3 mit den dazugehörigen Feldjägerkompanien gegliedert.

## Bataillone
|  | Bezeichnung           | Aufstellung | Stabssitz                        | Auflösung | Bemerkung                                                                                    |
|  | --------------------- | ----------- | -------------------------------- | --------- | -------------------------------------------------------------------------------------------- |
|  | FjgBtl I              | 1956?       | Kiel                             | 1960?     |                                                                                              |
|  | FjgBtl III            | 1957?       | Wuppertal                        | 1960?     |                                                                                              |
|  | FjgBtl IV             | 1956?       | Kassel                           |           |                                                                                              |
|  | FjgBtl 610            | –           | Heide                            | –         | um 1990 TerrKdo SH                                                                           |
|  | FjgBtl 701            | 1991?       | Leipzig                          | 2002?     | WBK VII?                                                                                     |
|  | FjgBtl 710            | 1960?       | Kiel                             | 1966?     | WBK I?                                                                                       |
|  | FjgBtl 711            | 1967?       | Hohenlockstedt                   |           | GerEinh; WBK I?                                                                              |
|  | FjgBtl 720            | –           | Hannover                         | –         | um 1990 WBK II                                                                               |
|  | FjgBtl 721            | –           | Hasbergen                        | –         | um 1990 GerEinh beim WBK II                                                                  |
|  | FjgBtl 722            | –           | Bremen                           | 2006      | um 1990 GerEinh beim WBK II                                                                  |
|  | FjgBtl 730 FjgBtl 252 | –           | Hilden                           | –         | WBK III                                                                                      |
|  | FjgBtl 731            | 1975        | Düsseldorf                       | 2006      | GerEinh beim WBK III                                                                         |
|  | FjgBtl 732            | –           | Issum                            | –         | um 1990 GerEinh beim WBK III                                                                 |
|  | FjgBtl 733            | –           | Issum                            | –         | um 1990 GerEinh beim WBK III                                                                 |
|  | FjgBtl 740            | –           | Mainz                            | –         | um 1990 WBK IV                                                                               |
|  | FjgBtl 741            | –           | Gau-Algesheim                    | 2006      | um 1990 GerEinh beim WBK IV                                                                  |
|  | FjgBtl 742            | –           | Lahnstein                        | –         | um 1990 GerEinh beim WBK IV                                                                  |
|  | FjgBtl 743            | –           | Rohrbach                         | –         | um 1990 GerEinh beim WBK IV                                                                  |
|  | FjgBtl 750            | –           | Ludwigsburg ab 1990 Esslingen    | –         | um 1990 WBK V                                                                                |
|  | FjgBtl 751            | –           | Ludwigsburg                      | –         | um 1990 GerEinh beim WBK V                                                                   |
|  | FjgBtl 760            | –           | München                          | –         | um 1990 WBK VI                                                                               |
|  | FjgBtl 761            | –           | Fürth                            | –         | um 1990 GerEinh beim WBK VI                                                                  |
|  | FjgBtl 762            | –           | Nersingen                        | –         | um 1990 GerEinh beim WBK VI                                                                  |
|  | FjgBtl 801            | 1991?       | Neubrandenburg                   | 2002?     | WBK VIII?                                                                                    |
|  | FjgBtl 900            | 1979?       | Daun ab 1990 Bonn ab 2001 Berlin | –         | 1979 bis 1989 teilaktiv; um 1989 gekadert beim SichVersRgt BMVg; ab 1990 aktiver Truppenteil |
|  | FjgBtl 981            | 1963?       | Weert (Niederlande)              | 1967?     |                                                                                              |

Die Geräteeinheiten waren für die Raumsicherung, die Aufrechterhaltung der militärischen Ordnung und Verkehrsleitung im rückwärtigen Raum der Wehrbereichskommandos vorgesehen. Die entsprechenden Bataillone waren teilaktiv oder nicht aktiv und sollten im Verteidigungsfall mit Reservisten der Feldjägertruppe mobilgemacht werden. 
Die Feldjägerbataillone der Streitkräftebasis bis 2014 werden in → hier näher aufgezählt.

## Kompanien
Die selbständigen Feldjägerkompanien waren den jeweiligen Divisionen des Feldheeres des Heeres mit gleicher Nummer als Ordnungstruppe unterstellt. Die Feldjägerkompanie 10 war beispielsweise der 10. Panzerdivision unterstellt. Teile der Kompanie wurden als Feldjägergruppen in Feldjägertrupps den Brigaden unterstellt.

## Abkürzungen
- FjgBtl → Feldjägerbataillon
- GerEinh → Geräteeinheit
- SichVersRgt BMVg → Sicherungs- und Versorgungsregiment beim Bundesministerium der Verteidigung
- TerrKdo SH → Territorialkommando Schleswig-Holstein
- WBK → Wehrbereichskommando